# روي كويجبرز
روي كويجبرز (بالهولندية: Roy Kuijpers) هو لاعب كرة قدم هولندي، ولد في 17 يناير 2000 في سيرتوخيمبوس في هولندا.

## وصلات خارجية
- روي كويجبرز على موقع قاعدة بيانات كرة القدم.إي يو (الإنجليزية)
- روي كويجبرز على موقع Soccerway.com (الإنجليزية)